# Saša Kovačević
Saša Kovačević (serb. Саша Ковачевић), właściwie Aleksandar Kovačević (ur. 27 czerwca 1985 w Belgradzie) – serbski piosenkarz.

## Życiorys

### Dzieciństwo i edukacja
Aleksandar Kovačević urodził się 27 czerwca 1985 roku w Belgradzie. Jest bratem jest Rade Kovačević, który jest kompozytorem i ma własne studio nagraniowe.
Ukończył belgradzką szkołę muzyczną II stopnia „Kosta Manojlović” w klasie fortepianu, a także Akademię Rejestracji Sztuki oraz przetwarzanie dźwięku na BK University.

### Kariera
W 2004 roku zaliczył swój pierwszy publiczny występ, występując na festiwalu Sunčane Skale. Zaśpiewał wówczas utwór „Pakao i raj”, dzięki któremu zyskał rozpoznawalność w kraju. W ciągu kolejnych miesięcy ukazały się jego następne single – „Jedina si vredela”, „Korak do dna” i „Ruka za spas”. Piosenki znalazły się na jego debiutanckiej płycie studyjnej zatytułowanej Jedina si vredela, która ukazała się w 2006 roku.
W 2009 roku wydał singiel „Još ti se nadam”, który nagrał w duecie z Eminą Jahović. Utwór zapowiadał drugą płytę studyjną zatytułowaną Ornament, która ukazała się w 2010 roku. W 2011 roku ukazał się singiel „Idemo do mene”, który nagrał w duecie z Nikoliną Pišek. Utwór promował pierwszy album kompilacyjny piosenkarza zatytułowany Platinum Collection – 19 Hitova. Potem wydał kolejne single, takie jak np. „Kako posle nas”, „Lapsus”, „Slučajno”, „Mogli smo sve”, „Noć do podne”, „Gde smo moja ljubavi”, „Zivim da te volim” i „Temperatura”.

## Dyskografia

### Albumy studyjne
- Jedina si vredela (2006)
- Ornament (2010)